# 2000年シドニーオリンピックのグルジア選手団
2000年シドニーオリンピックのグルジア選手団（2000ねんシドニーオリンピックのグルジアせんしゅだん）は、2000年9月15日から10月1日にかけてオーストラリアのニューサウスウェールズ州シドニーで開催された2000年シドニーオリンピックのグルジア選手団、およびその競技結果。

## 概要
今大会は銅メダル6個、合計6個のメダルを獲得した。

## メダル
| メダル | 選手名                       | 競技                 | 種目                     |
| ------ | ---------------------------- | -------------------- | ------------------------ |
| 銅     | ウラジミール・チャントーリア | ボクシング           | 男子ヘビー級             |
| 銅     | ギオルギ・アサニゼ           | ウエイトリフティング | 男子85kg級               |
| 銅     | エルダリ・クルタニーゼ       | レスリング           | 男子フリースタイル97kg級 |
| 銅     | アカーキ・チャチュア         | レスリング           | 男子グレコローマン63kg級 |
| 銅     | ムフラン・ワフタンガゼ       | レスリング           | 男子グレコローマン85kg級 |
| 銅     | ゲオルギ・ワザガシビリ       | 柔道                 | 男子66kg以下級           |